# Sernowfließ
Das Sernowfließ ist ein rechter Zufluss der Nieplitz in Brandenburg.

## Name
Das Sernowfließ wurde im Jahr 1303 („cum aqua Sernow“) erstmals schriftlich genannt. Der Name stammt aus dem Altpolabischen und bedeutet „Mühlsee“.

## Verlauf
Das Fließ entspringt im Südosten der Gemarkung von Treuenbrietzen und dort rund 880 Meter östlich der Bundesstraße 102. Von dort verläuft es zunächst in nordwestlicher und dann in nördlicher Richtung, quert die Sernowstraße zwischen dem Hellberg und dem Stadtzentrum und verläuft weiter in nordöstlicher Richtung am historischen Stadtkern vorbei. Dort befinden sich zwei sogenannte Lehmannsche Teiche.
Im Wohnplatz Berliner Siedlung quert das Fließ die Jahnstraße und verläuft von dort in nordöstlicher Richtung durch die Treuenbrietzer Wiesen. Auf dieser Wiese rund 1200 Meter östlich der Bundesstraße 2 entwässert das Sernowfließ schließlich in die Nieplitz.